# 譜めくり

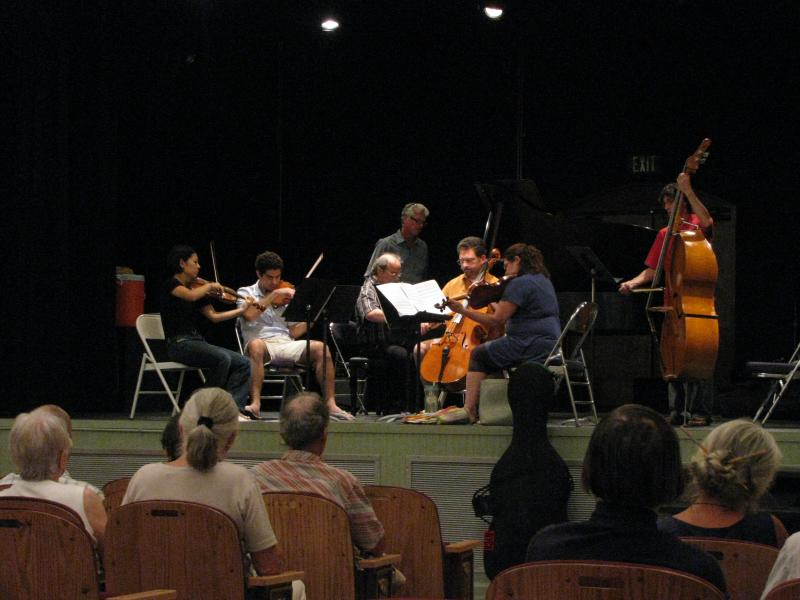
譜めくりを伴う、ピアノ六重奏のリハーサル

譜めくり（英：Page-turner）は、独奏者、ピアニストなどが演奏中に楽譜をめくる人物、およびその行為を指す言葉である。
多くの場合、楽譜は演奏家が片手でめくる事ができるように書かれているが、常に可能というわけではない。
譜めくりは、複雑な作品を、記憶（暗譜）に頼って演奏したくないと考えている演奏家のために必要である。また、譜めくりを担当する際には、演奏家の合図を理解し、迅速かつ控えめにページをめくるために、音楽の内容を理解し追従できるようにしておくことが必要である。
譜めくりは、時には出演者の知り合いや所属楽団のメンバーが務める事もある。一方、プロの譜めくりは、オーケストラやコンサートホール専属ではないフリーランスの労働者である。
「自動譜めくり」も現在では使用可能であり 、演奏家がフットペダルを踏む事により操作される。チャールズ・ハレは自動譜めくり機を発明したと言われている。